# Stadtpark Mainz

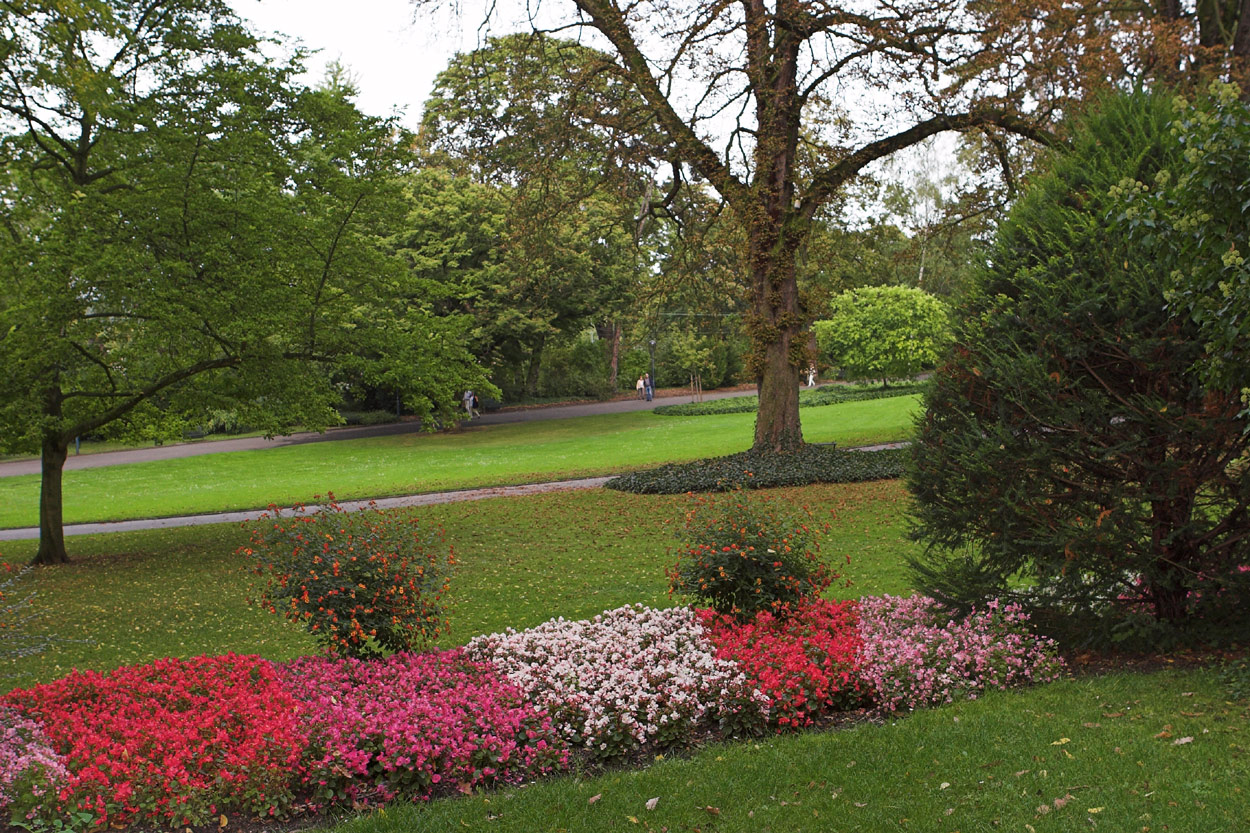
Stadtpark Mainz, 2006

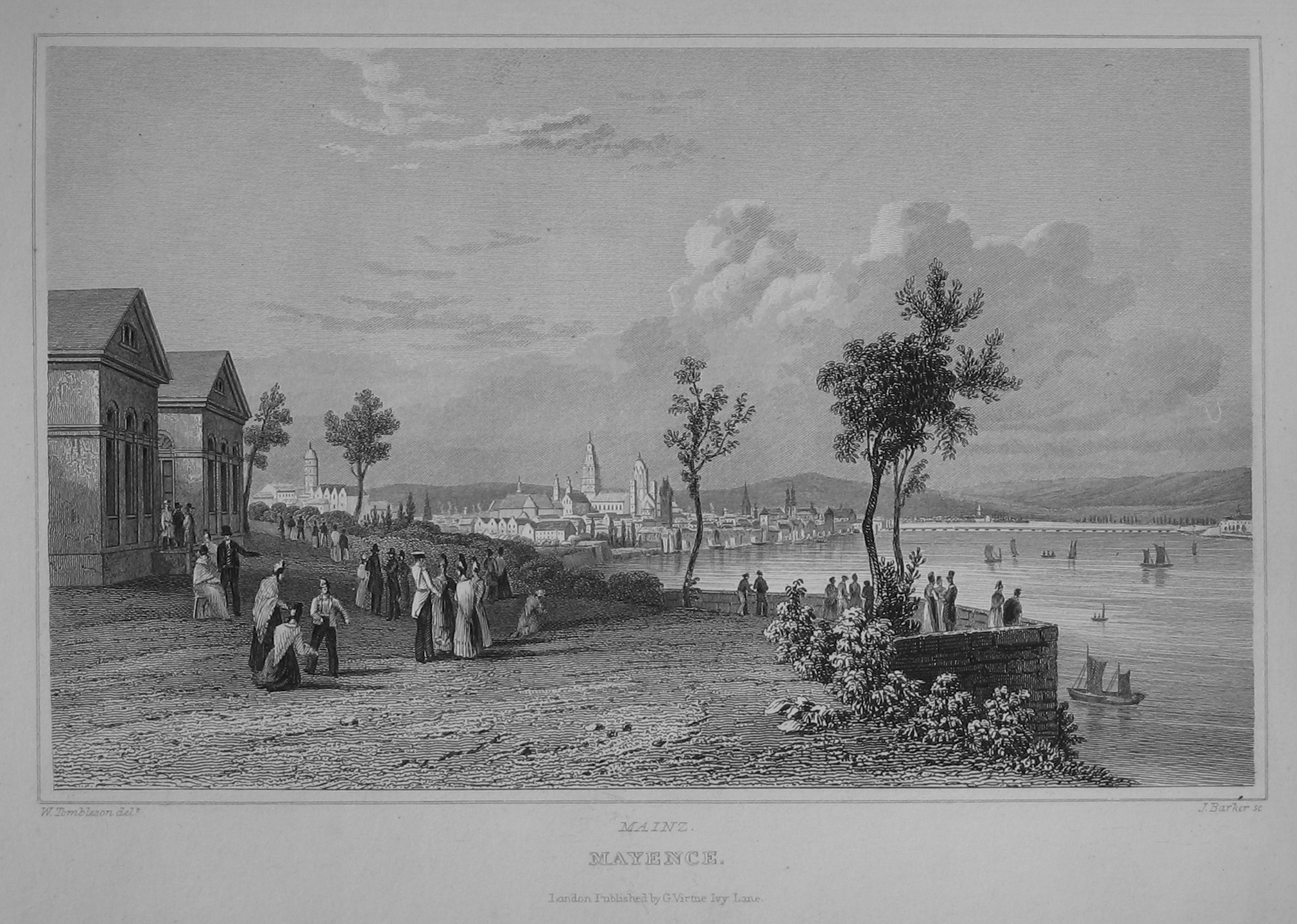
Mainz von der Neuen Anlage aus gesehen, Stich von William Tombleson

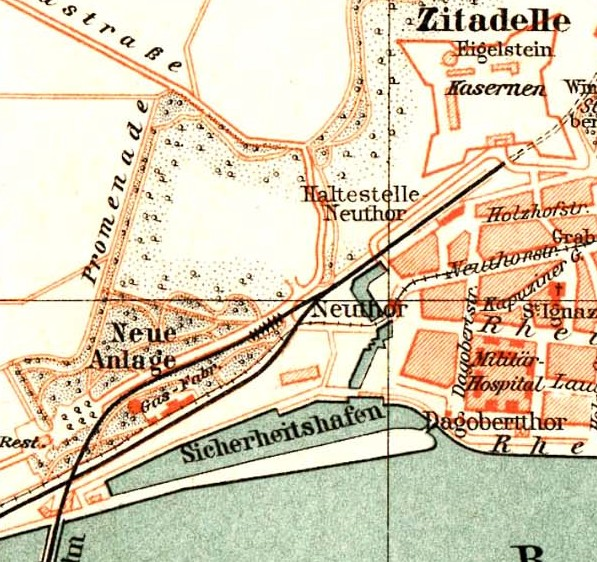
Neue Anlage wurde der Stadtpark Ende des 19. Jahrhunderts genannt

Der Stadtpark ist einer von zwei größeren Gärten in Mainz und liegt zwischen Altstadt und Oberstadt.

## Geschichte
Das Areal des heutigen Stadtparks lag bei seiner Gründung vor den Toren der Stadt, gleich vor dem Neutor. Bereits während der kurfürstlichen Zeit war das Gebiet als Gartenanlage genutzt worden. Hier lag, bis zu ihrer Zerstörung während der Belagerung von Mainz 1793, das Mainzer Lustschloss Favorite der Kurfürsten von Mainz. Ab 1793 war das Gelände verwüstet und dort noch vorhandene Steinreste wurden insbesondere für Bauarbeiten während der französischen Zugehörigkeit in Kastel verwendet. Auf dem Gelände des heutigen Stadtparks fand auch die Hinrichtung des Schinderhannes und seiner Bandenmitglieder 1803 statt, die dort guillotiniert wurden.
In den Jahren 1819 bis 1825 entwarf der Mainzer Landschaftsarchitekt Peter Wolf (1770–1833) im Auftrag der Stadt für das ungenutzte Gelände zwischen Fort Kartaus und dem Rheinufer gegenüber der Mündung des Mains eine Neue Anlage im Stil eines englischen Landschaftsparks. Eine Büste aus Marmor neben dem Vogelhaus am oberen Hauptweg erinnert an Wolf als „Ordner dieser Anlage“.
Der Umfang und die ursprüngliche Gestaltung ist nicht mehr ganz erhalten, da in den 1850er Jahren wiederholt Teile des Geländes für andere Zwecke, wie den Ausbau der Ludwigsbahn und die Anlage des ersten Gaswerkes, abgetrennt wurden. Die Neue Anlage von 1820 verwilderte. Erst 1888 gaben die Gebrüder Siesmayer, die zuvor auch den Frankfurter Palmengarten gestalteten, dem Park sein jetziges Gesicht.
Zum 2000-jährigen Stadtjubiläum 1962 wurde der Stadtpark wiederum umgestaltet. Es entstanden die Blütenhäuser, ein Vogelhaus sowie ein Lese- und Ruhehof. Aus der alten Gartenanlage der Favorite wurde eine barocke Herkules-Statue und der Torso des Flussgottes Rhenus wieder aufgestellt. Im Jahr 2006 wurde der Stadtpark unter Denkmalschutz gestellt.

## Gegenwart
Größere Rasenflächen  wechseln sich mit alten Baumbeständen und Stauden- bzw. Wechselbepflanzenungen ab. Dazu durchkreuzen zahlreiche Wege den Park. Im oberen Parkbereich mittig befindet sich eine ältere Brunnenanlage mit rechteckigem Bassin. Am westlichen Eingang befindet sich ein kleineres, kreisrundes Wasserbassin mit Wasserfontäne. In direkter Nähe wurde die Figur des Vaters Rhein (heute als Kopie) aufgestellt, die früher zu dem Brunnen auf dem Tritonplatz gehörte.

### Rosengarten

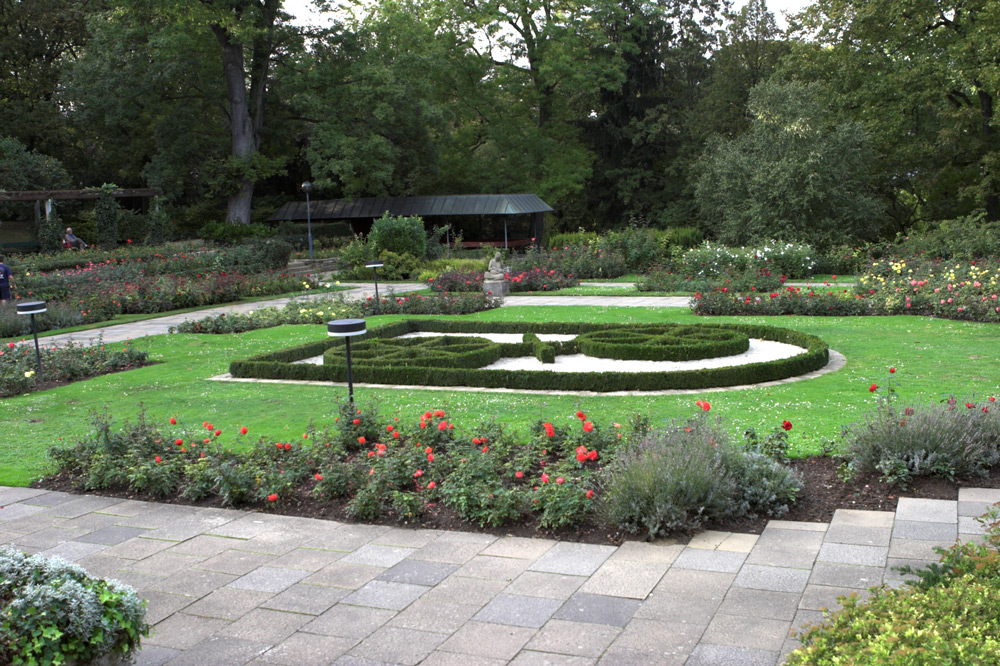
Rosengarten im Stadtpark Mainz

Aus einer Rosenschau anlässlich der Jahrtausendfeier der Rheinlande heraus entstand im Jahre 1925 ein Rosengarten nach Plänen des Niersteiner Gartenarchitekten August Waltenberg. Zugleich war es die 1. Rosenschau des Vereins der deutschen Rosenfreunde. Dieser fällt aus dem Konzept des englischen Gartens heraus und beinhaltet auf einer Fläche von 9.500 Quadratmetern etwa 7.500 Rosen. Während des Mainzer Weinmarktes findet hier ein Künstlermarkt statt, an den sich der Platz für das Sektfest anschließt. Ergänzt wird das Ensemble durch einen kleinen antiquarischen Büchermarkt.
Einige kreisrund gepflanzte Bäume im Rosengarten sollen an den Ort der Hinrichtung des „Schinderhannes“ im Jahr 1803 erinnern.

## Tieranlagen im Stadtpark
Bevor das Palmenhaus von der Stadt Mainz an den Hotelier Barth zur Erweiterung eines Hotelbaus abgetreten wurde, waren hier seit den 1960er Jahren in Vogelkäfigen, Terrarieren und Aquarien Vögel, verschiedene Fischarten und Reptilien zu sehen.
Auf dem Freigelände des Parks befinden sich weitere Tieranlagen, welche vom städtischen Grünamt betrieben werden. So hat sich das Vogelhaus aus den 1960er Jahren mit seinen Außenvolieren am Übergang zum Volkspark erhalten. Im Winter 2013/2014 wurde es renoviert. Hauptattraktion dieses Schauhauses sind die Eigentlichen Aras (Papageien). Im Vogelhaus leben zehn Vogelarten mit circa 100 Tieren.
Flamingos bewohnen im Sommerhalbjahr einen großen Weiher im unteren Teil des Parks. Direkt daneben befindet sich ein Streichelgatter mit Westafrikanischen Zwergziegen.

## Ökologische Bedeutung
Direkt neben dem Gelände des Stadtparks schließt sich der Volkspark an, der aus Anlass des deutschen Weinbaukongresses (24. August bis 1. September 1963) angelegt wurde. Südwestlich schließt sich der Grüngürtel von Mainz an, der auf den alten Wallanlagen der Festung begründet ist. Diese Areale bilden die „Grüne Lunge“ für Altstadt und Oberstadt.

## Veranstaltungen
„Längst dem Ufer des alten ehrwürdigen Rheins, dem Punkte gegenüber, wo der Main sich sanft in den großen Strom ergießt, erhebt sich diese anmuthige geschmackvolle Verbindung von Park und Garten. Ist man zur höchsten Spitze gelangt, so eröffnet sich dem Auge eine imposante, malerische Aussicht. Da schlängelt sich vor unseren Blicken in sanften Windungen der weltgeschichtliche Fluß dahin; das schöne Mainz erhebt sich in Erfurchtgebietender Majestät mit seinem gewaltigen Dom; vor uns breitet sich das Taunusgebirg aus, an dessen Gebirg die üppigen, reichen Fluren Nassaus, das pittoreske Biebricher Schloß und die anderen romantischen Ortschaften der Nähe. Die Rheinbrücke, die zahlreichen vielmastigen Schiffe, das lebendige Treiben im Hafen von Mainz machen den Vordergrund noch anziehender. Rheinaufwärts beginnt die rebenreiche, stolze Pfalz und in südöstlicher Ferne reicht unser Blick bis zur Bergstraße. — Zu diesem Lieblingsorte der Mainzer eilt jeden Freitag Nachmittag die frohe, schöne Mainzer Welt in Masse, um dort neben dem Genuße der freien Natur auch der Tonkunst sich zu erfreuen. Am benannten Tage werden nämlich abwechselnd von der österreichischen und preußischen Militär-Musik die ausgewähltesten Harmonieen unter Gottes freiem Himmel ausgeführt. Man ergötzt sich an diesem Kunstgenusse, an einer ungezwungenen, freien, feinen Conversation, an den unendlichen Reitzen, die der Lenz gebracht hat, und an mancher lieblichen Blüthe menschlicher Schönheit, woran Mainz bekanntlich so sehr reich ist. Was fehlt hier, um dem lebensfrohen Menschen einige heitere Stunden zu bereiten? Diese interessanten Freitags-Vergnügungen haben nun wieder begonnen…“

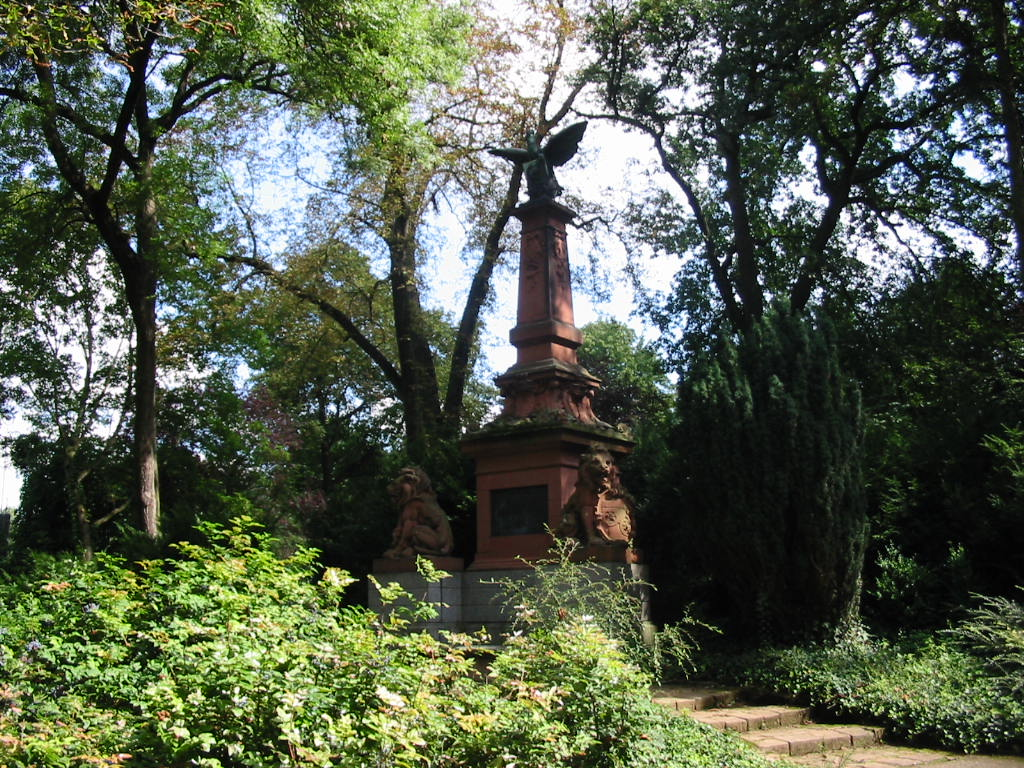
Schützenbrunnen im Stadtpark

Seit 1984 findet im Stadtpark an zwei Wochenenden Ende August / Anfang September der Mainzer Weinmarkt statt.
Der Schützenbrunnen im Stadtpark erinnert an das elfte Deutsche Bundesschießen in Mainz im Juni 1894.